# ثيو كيلي
ثيو كيلي (بالإنجليزية: Theo Kelly)‏ (و. 1896 – 1964 م) هو مدرب كرة قدم من المملكة المتحدة، والمملكة المتحدة لبريطانيا العظمى وأيرلندا، ولد في ليفربول، توفي عن عمر يناهز 68 عاماً.